# U-37
O Unterseeboot U-37 foi um U-boot tipo IXA da Kriegsmarine da Alemanha Nazi que operou durante a Segunda Guerra Mundial. O submarino teve a sua quilha batida no dia 15 de março de 1937 no estaleiro da AG Weser em Bremen, foi lançado a 14 de maio de 1938 e finalmente comissionado a 4 de agosto de 1938 sob o comando do Kapitänleutnant Heinrich Schuch, como parte da 6. Unterseebootsflottille (6.ª Flotilha).
Entre agosto de 1939 e março de 1941, o U-37 conduziu onze patrulhas de combate, nas quais afundou 53 navios mercantes num total de 200 124 toneladas de arqueação bruta (TAB) e dois navios de guerra, o HMS Penzance da classe Hastings e o submarino francês Sfax (Q182). O U-37 foi então retirado do serviço da linha de frente e designado para unidades de treino até o final da guerra. No dia 5 de maio de 1945, o submarino foi afundado na Baía de Sonderburgo, perto de Flensburgo. O U-37 foi o sexto submarino de maior sucesso na Segunda Guerra Mundial.

## Projecto
Como um dos oito submarinos originais alemães do tipo IX, mais tarde designado IXA, o U-37 teve um deslocamento de 1 032 toneladas quando na superfície e 1 153 toneladas quando submerso. O U-boot tinha um comprimento total de 76,50 metros e um comprimento do casco de pressão de 58,75 metros, uma boca de 6,51 metros, uma altura de 9,40 metros, e um calado de 4,70 metros. O submarino era movido por dois motores a diesel MAN M 9 V 40/46 com supercompressor, quatro tempos e nove cilindros produzindo um total de 3240 kW para uso na superfície e dois motores eléctricos de dupla acção Siemens-Schuckert 2 GU 345/34, produzindo um total de 740 kW para uso enquanto submerso. Ele tinha dois eixos e duas hélices de 1,92 metros de diâmetro. O submarino era capaz de operar em profundidades de até 230 metros.
O submarino tinha uma velocidade máxima de superfície de 33,7 quilómetros por hora e uma velocidade máxima submersa de 14,3 km/h. Quando submerso, podia operar por 120-144 quilómetros a 7,4 km/h; quando emergisse, ele poderia viajar cerca de 19 400 quilómetros a 19 km/h. O U-37 foi equipado com seis tubos de torpedo de 53,3 centímetros (quatro instalados na proa e dois na popa), 22 torpedos, um canhão naval de 10,5 centímetros SK C/32, 180 munições, um canhão de 3,7 cm SK C/30, e também um canhão antiaéreo de 2 cm C/30. O submarino era operado por uma tripulação de quarenta e oito elementos.

## Histórico de serviço

### Primeira patrulha
O U-37 deixou Wilhelmshaven, com o Kapitänleutnant Heinrich Schuch no comando, no dia 19 de agosto de 1939; o submarino operou por quase quatro semanas no Atlântico Norte, tendo regressado ao porto no dia 15 de setembro de 1939.

### Segunda patrulha
O U-37 deixou Wilhelmshaven no dia 5 de outubro de 1939 para realizar operações no Atlântico Norte, desta vez sob o comando do Korvettenkapitän Werner Hartmann. Durante esta patrulha, o submarino afundou oito navios: quatro britânicos, dois gregos, um francês e um sueco, incluindo o cargueiro a vapor britânico Yorkshire que viajava com o comboio aliado HG-3 de Gibraltar para Liverpool, na Inglaterra. Hartmann levou então o submarino para o seu porto, atracando no dia 8 de novembro depois de quase cinco semanas no mar.

### Terceira patrulha
No dia 1 de janeiro de 1940, o U-37 foi transferido para a 2.ª Flotilha com base em Wilhelmshaven. A 28 de janeiro de 1940, o U-boot partiu para o Atlântico Norte com Werner Hartmann no comando. Tal como na sua patrulha anterior, Hartmann afundou oito navios, desta vez três britânicos, dois noruegueses, um dinamarquês, um francês e um grego. Destes navios, dois estavam a viajar em comboios. O U-37 retornou a Wilhelmshaven no dia 27 de fevereiro.

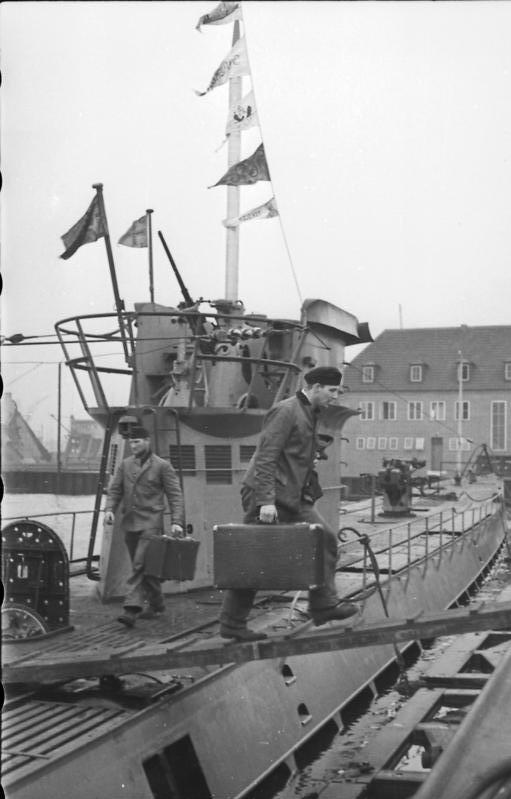
A tripulação do U-37 a deixar o submarino após chegar a Wilhelmshaven no dia 18 de abril de 1940

### Quarta patrulha
O U-37 partiu de Wilhelmshaven a 30 de março para a terceira patrulha consecutiva de Werner Hartmann, desta vez na Noruega. Mais uma vez, Hartmann obteve teve sucesso no seu comando, afundando três navios; o norueguês Tosca, o sueco Sveaborg e o britânico Stancliffe. Depois de patrulhar os mares por mais de duas semanas, o submarino voltou a Wilhelmshaven no dia 18 de abril.

### Quinta patrulha
Sob o comando de um novo capitão, o Kapitänleutnant Victor Oehrn, o U-37 partiu de Wilhelmshaven a 15 de maio para uma patrulha em torno de Portugal e Espanha. O U-37 teve então a sua missão de maior sucesso, atingindo onze navios dos quais dez afundaram. Três navios franceses, dois gregos, dois britânicos, um sueco, um argentino e um finlandês foram afundados, enquanto um navio britânico foi danificado. Depois de três semanas e meia no mar, o U-37 voltou a Wilhelmshaven no dia 9 de junho.
O navio argentino neutro era o Uruguai, que navegava de Rosário para Limerick transportando milho. O U-37 emergiu, parou o Uruguai e examinou os seus documentos, afundando-o em seguida. A sua tripulação de 28 elementos foi deixada nos botes salva-vidas; 15 morreram e 13 sobreviveram.

### Sexta patrulha
O U-37 partiu novamente de Wilhelmshaven a 1 de agosto, ainda com Victor Oehrn no comando. Esta patrulha de uma semana e meia no Atlântico, na costa oeste da Irlanda, resultou no naufrágio de um único navio britânico, o Upwey Grange. O U-37 voltou ao porto no dia 12 de agosto, mas em vez de voltar para Wilhelmshaven foi para Lorient, na França, onde a 2.ª Flotilha se encontrava agora baseada.

### Sétima patrulha
Pela primeira vez, o U-37 iniciou uma patrulha de um local fora da Alemanha, em Lorient, a 17 de agosto, com Victor Oehrn no comando mais uma vez. O objectivo era o submarino concentrar-se nas operações na costa sudoeste da Irlanda. Sete navios foram afundados durante esta patrulha; cinco dos quais eram britânicos, um norueguês e um grego. Destes navios, um era do comboio OA 220, o britânico Brookwood que viajava da Grã-Bretanha para a Austrália, dois eram do comboio SC 1, o britânico HMS Penzance (L28) e o Blarimore, partindo de Sydney, Nova Escócia, no Canadá, para o Reino Unido. Depois de duas semanas no mar, o U-37 voltou a Lorient no dia 30 de agosto.

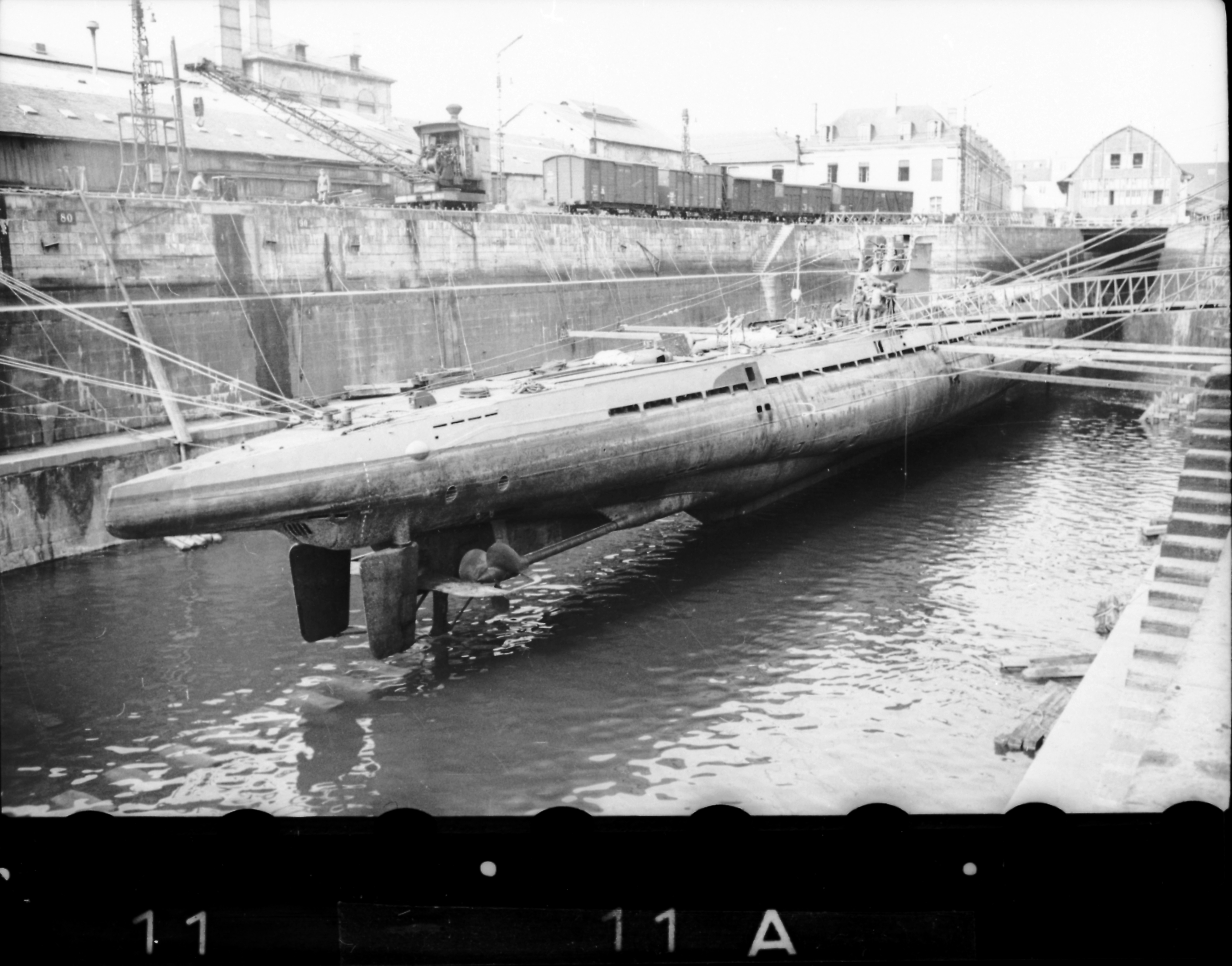
U-37 em Lorient, 1940

### Oitava patrulha
A 24 de setembro o U-37, partiu de Lorient na quarta patrulha de Victor Oehrn, na qual ele navegaria para o Atlântico Norte. Durante esta operação de um mês, o U-37 afundou seis navios, quatro dos quais estavam num comboio no momento do ataque; todos britânicos. Cinco desses seis navios navegavam sob a bandeira britânica, enquanto o sexto era do Egipto. O navio britânico Corrientes foi afundado como parte do OB-217, que tinha partido de Liverpool para a América do Norte. O Heminge estava a navegar como parte do OB-220, também navegando de Liverpool para a América do Norte. O British General foi afundado enquanto navegava como parte do comboio OA 222, da Grã-Bretanha para a América do Norte. O quarto navio afundado foi o britânico Stangrant, parte do comboio HX 77 de Halifax para o Reino Unido. O submarino voltou a Lorient no dia 22 de outubro.

### Nona patrulha
Depois de mais de um mês no porto, no dia 28 de novembro o U-37 partiu com um novo capitão, o Oberleutnant zur See Asmus Nicolai Clausen, para operações no noroeste de África e Espanha. Sete embarcações foram afundadas durante esta patrulha; duas francesas, duas suecas, duas britânicas e uma espanhola. Destes sete navios, três estavam num comboio no momento do naufrágio. Os suecos Gwalia e Daphne e o britânico Jeanne M navegavam como parte do comboio OG 46 da Grã-Bretanha para Gibraltar; os navios franceses, o petroleiro Rhône e o submarino Sfax pertenciam à França de Vichy e foram afundados por engano. Após cinco semanas em alto mar, o U-37 retornou a Lorient a 14 de janeiro de 1941.

### Décima e décima primeira patrulhas
O U-37 deixou Lorient no dia 30 de janeiro de 1941 para patrulhar a costa de Portugal. A 8 de fevereiro, o submarino avistou o comboio HG-53. No dia seguinte, o U-37 afundou dois navios britânicos, o Courland e o Estrellano. O terceiro navio mercante que o U-37 afundou na sua décima patrulha foi o navio britânico Brandenburg, a 10 de fevereiro. O submarino voltou então a Lorient no dia 18 de fevereiro, após passar 20 dias no mar e afundar 4 781 toneladas de navios.
Partindo de Lorient pela última vez a 27 de fevereiro de 1941, a última patrulha do U-37 decorreu até às águas ao sul da Islândia. Lá o submarino afundou dois navios, o cargueiro grego Mentor no dia 7 de março, e a traineira islandesa Pétursey no dia 12. Depois de passar 24 dias no mar, o U-37 entrou no porto de Kiel no dia 22 de março.

### Submarino de treino
No dia 1 de maio de 1941, o U-37 foi transferido para a 26.ª Flotilha, com base em Pillau (agora Baltiysk, na Rússia) como U-boot de treino. Um ano mais tarde, a 1 de abril de 1942, foi transferido para a 22.ª Flotilha baseada em Gotenhafen (agora Gdynia, na Polónia), e finalmente tornar-se-ia parte da 4.ª Flotilha no dia 1 de julho de 1944, onde permaneceu até ao final da guerra.
O submarino foi afundado pela sua própria tripulação em maio de 1945.

## Resumo do historial de ataque
| Data                    | Navio           | Nacionalidade          | Tonelagem | Destino    |
| ----------------------- | --------------- | ---------------------- | --------- | ---------- |
| 8 de outubro de 1939    | Vistula         | Suécia                 | 1018      | Afundado   |
| 12 de outubro de 1939   | Aris            | Grécia                 | 4810      | Afundado   |
| 15 de outubro de 1939   | Vermont         | França                 | 5186      | Afundado   |
| 17 de outubro de 1939   | Yorkshire       | Reino Unido            | 10183     | Afundado   |
| 24 de outubro de 1939   | Ledbury         | Reino Unido            | 3528      | Afundado   |
| 24 de outubro de 1939   | Menin Ridge     | Reino Unido            | 2474      | Afundado   |
| 24 de outubro de 1939   | Tafna           | Reino Unido            | 4413      | Afundado   |
| 30 de outubro de 1939   | Thrasyvoulos    | Grécia                 | 3693      | Afundado   |
| 4 de fevereiro de 1940  | Hop             | Noruega                | 1365      | Afundado   |
| 4 de fevereiro de 1940  | Leo Dawson      | Reino Unido            | 4330      | Afundado   |
| 10 de fevereiro de 1940 | Silja           | Noruega                | 1259      | Afundado   |
| 11 de fevereiro de 1940 | Togimo          | Reino Unido            | 290       | Afundado   |
| 15 de fevereiro de 1940 | Aase            | Dinamarca              | 1206      | Afundado   |
| 17 de fevereiro de 1940 | Pyrrhus         | Reino Unido            | 7418      | Afundado   |
| 18 de fevereiro de 1940 | Elin            | Grécia                 | 4917      | Afundado   |
| 18 de fevereiro de 1940 | P.L.M. 15       | França                 | 3754      | Afundado   |
| 10 de abril de 1940     | Sveaborg        | Suécia                 | 9076      | Afundado   |
| 10 de abril de 1940     | Tosca           | Noruega                | 5128      | Afundado   |
| 12 de abril de 1940     | Stancliffe      | Reino Unido            | 4511      | Afundado   |
| 19 de maio de 1940      | Erik Frisell    | Suécia                 | 5006      | Afundado   |
| 22 de maio de 1940      | Dunster Grange  | Reino Unido            | 9494      | Danificado |
| 24 de maio de 1940      | Kyma            | Grécia                 | 3994      | Afundado   |
| 27 de maio de 1940      | Sheaf Mead      | Reino Unido            | 5008      | Afundado   |
| 27 de maio de 1940      | Uruguay         | Argentina              | 3425      | Afundado   |
| 28 de maio de 1940      | Brazza          | França                 | 10387     | Afundado   |
| 28 de maio de 1940      | Julien          | França                 | 177       | Afundado   |
| 28 de maio de 1940      | Maria Rosé      | França                 | 2477      | Afundado   |
| 29 de maio de 1940      | Telena          | Reino Unido            | 7406      | Afundado   |
| 1 de junho de 1940      | Ioanna          | Grécia                 | 950       | Afundado   |
| 3 de junho de 1940      | Snabb           | Finlândia              | 2317      | Afundado   |
| 8 de agosto de 1940     | Upwey Grange    | Reino Unido            | 9130      | Afundado   |
| 22 de agosto de 1940    | Keret           | Noruega                | 1718      | Afundado   |
| 23 de agosto de 1940    | Severn Leigh    | Reino Unido            | 5242      | Afundado   |
| 24 de agosto de 1940    | Brookwood       | Reino Unido            | 5100      | Afundado   |
| 24 de agosto de 1940    | HMS Penzance    | Marinha Real Britânica | 1025      | Afundado   |
| 25 de agosto de 1940    | Blairmore       | Reino Unido            | 4141      | Afundado   |
| 25 de agosto de 1940    | Yewcrest        | Reino Unido            | 3409      | Afundado   |
| 27 de agosto de 1940    | Theodoros T     | Grécia                 | 3409      | Afundado   |
| 27 de setembro de 1940  | Georges Mabro   | Egipto                 | 2555      | Afundado   |
| 28 de setembro de 1940  | Corrientes      | Reino Unido            | 6863      | Afundado   |
| 30 de setembro de 1940  | Heminge         | Reino Unido            | 2499      | Afundado   |
| 30 de setembro de 1940  | Samala          | Reino Unido            | 5390      | Afundado   |
| 6 de outubro de 1940    | British General | Reino Unido            | 6989      | Afundado   |
| 13 de outubro de 1940   | Stangrant       | Reino Unido            | 5804      | Afundado   |
| 1 de dezembro de 1940   | Palmella        | Reino Unido            | 1578      | Afundado   |
| 2 de dezembro de 1940   | Gwalia          | Suécia                 | 1258      | Afundado   |
| 2 de dezembro de 1940   | Jeanne M.       | Reino Unido            | 2465      | Afundado   |
| 4 de dezembro de 1940   | Daphne          | Suécia                 | 1513      | Afundado   |
| 16 de dezembro de 1940  | San Carlos      | Espanha                | 223       | Afundado   |
| 19 de dezembro de 1940  | Rhône           | França de Vichy        | 2785      | Afundado   |
| 19 de dezembro de 1940  | Sfax (Q182)     | França de Vichy        | 1379      | Afundado   |
| 9 de fevereiro de 1941  | Courland        | Reino Unido            | 1325      | Afundado   |
| 9 de fevereiro de 1941  | Estrellano      | Reino Unido            | 1983      | Afundado   |
| 10 de fevereiro de 1941 | Brandenburg     | Reino Unido            | 1473      | Afundado   |
| 7 de março de 1941      | Mentor          | Grécia                 | 3050      | Afundado   |
| 12 de março de 1941     | Petursey        | Islândia               | 91        | Afundado   |